# Herzhorn
Herzhorn település Németországban, Schleswig-Holstein tartományban. Lakosainak száma 1161 fő (2023. december 31.). Herzhorn Kollmar és Engelbrechtsche Wildnis községekkel határos.

## Népesség
A település népességének változása:
| Lakosok száma | 1069 | 1111 | 1128 | 1162 | 1143 | 1161 |
|               | 1975 | 2017 | 2019 | 2021 | 2022 | 2023 |